# Wyżnie Gerlachowskie Wrótka
Wyżnie Gerlachowskie Wrótka, także Wyżnie Gierlachowskie Wrótka (słow. Batizovská priehyba) – przełęcz znajdująca się w masywie Gerlacha w słowackiej części Tatr Wysokich. Oddziela ona główny wierzchołek Gerlacha (2655 m) od wierzchołka Pośredniego Gerlacha (2642 m). Na Wyżnie Gerlachowskie Wrótka nie prowadzą żadne znakowane szlaki turystyczne, siodło tej przełęczy jest dostępne jedynie dla taterników.
Spod Wyżnich Gerlachowskich Wrótek w kierunku Doliny Batyżowieckiej opada duży żleb zwany Batyżowieckim Żlebem, którym wiedzie jedna ze zwykłych dróg na wierzchołek Gerlacha.
Pierwsze wejścia na tę przełączkę nie są dokładnie odnotowane, ale zapewne miały miejsce podczas pierwszych wejść na Gerlach.